# Campeonato Potiguar 1934
In 1934 werd het zestiende Campeonato Potiguar gespeeld voor voetbalclubs uit de Braziliaanse staat Rio Grande do Norte. De competitie werd gespeeld van 1 juli tot 28 oktober en georganiseerd door de Federação Norte-rio-grandense de Futebol. América de Natal werd de kampioen.

## Eindstand
| Plaats | Club             | Wed. | W | G | V | Saldo | Ptn. |
| ------ | ---------------- | ---- | - | - | - | ----- | ---- |
| 1.     | ABC              | 6    | 6 | 0 | 0 | 24:5  | 12   |
| 2.     | América de Natal | 5    | 3 | 0 | 2 | 13:8  | 6    |
| 3.     | Sport            | 5    | 3 | 0 | 2 | 14:13 | 6    |
| 4.     | Força e Luz      | 6    | 1 | 0 | 5 | 4:29  | 2    |
| 5.     | Baixa Verde      | 0    | 0 | 0 | 6 | 0:0   | 0    |

|  | Kampioen |

## Kampioen
| Campeonato Potiguar de 1934 |
| Rio Grande do Norte         |
| --------------------------- |
| ABC Kampioen (10° titel)    |